# Cantó de Vivairòls
El cantó de Vivairòls és un cantó francès del departament del Puèi Domat, situat al districte d'Embèrt. Té 7 municipis i el cap és Vivairòls.

## Municipis
- Baffie
- Églisolles
- Medeyrolles
- Saillant
- Saint-Just
- Sauvessanges
- Vivairòls

## Història
| Data d'elecció                           | Identitat        | Partit           | Qualitat |
| ---------------------------------------- | ---------------- | ---------------- | -------- |
| 1958-1976                                | M. Bordet        | CNIP, després RI |          |
| 1976-1994                                | Pierre Herbecq   | RI, després RPR  |          |
| 1994-2001                                | Michel Bravard   | PS               |          |
| 2001-2008                                | Vincent Paccalin | RPR, després UMP |          |
| 2008-                                    | Michel Bravard   | Divers gauche    |          |
| les dades anteriors no són pas conegudes |                  |                  |          |
|                                          |                  |                  |          |

## Demografia
| 1962  | 1968  | 1975  | 1982  | 1990  | 1999  | 2007  |
| ----- | ----- | ----- | ----- | ----- | ----- | ----- |
| 2.641 | 2.892 | 2.460 | 2.344 | 1.967 | 1.793 | 1.829 |